# Malajzia az olimpiai játékokon
Malajzia első alkalommal 1956-ban vett részt az olimpiai játékokon, és azóta is minden nyári sportünnepre küldött sportolókat, kivéve mikor csatlakozott az Amerikai Egyesült Államok vezette 1980-as bojkotthoz. Malajzia színeiben először 2018-ban szerepelt sportoló téli olimpiai játékokon.
Mivel az ország tagja volt a Maláj Szövetségi Államoknak, Malájföld (NOB-országkód: MAL) néven versenyeztek 1956-ban és 1960-ban. Észak-Borneó 1956-ban önálló csapatot küldött a játékokra, és Szingapúr is részt vett az olimpiai játékokon 1948-tól 1960-ig. Miután ezen brit gyarmatok a független Malajziává egyesültek 1963-ban, az ország 1964-től már ezen a néven indult az olimpiákon, ám Szingapúr 1965-ben visszanyerte függetlenségét Malajziától, így 1968-tól a további sportünnepeken újra minden más nemzettől függetlenül vonulhattak fel sportolóik a nyitóünnepségeken.
A maláj sportolók összesen tizenöt olimpiai érmet nyertek, ebből tizenegyet tollaslabdában.
A Malajziai Olimpiai Tanácsot 1953-ban alapították és a NOB azt 1954-ben fel is vette tagjai közé.

## Érmesek
| Érem  | Név                               | Olimpia              | Sport        | Versenyszám                  |
| ----- | --------------------------------- | -------------------- | ------------ | ---------------------------- |
| Bronz | Razif Sidek és Jalani Sidek       | 1992, Barcelona      | Tollaslabda  | Férfi páros                  |
| Ezüst | Cheah Soon Kit és Yap Kim Hock    | 1996, Atlanta        | Tollaslabda  | Férfi páros                  |
| Bronz | Rashid Sidek                      | 1996, Atlanta        | Tollaslabda  | Férfi egyes                  |
| Ezüst | Lee Chong Wei                     | 2008, Peking         | Tollaslabda  | Férfi egyes                  |
| Ezüst | Lee Chong Wei                     | 2012, London         | Tollaslabda  | Férfi egyes                  |
| Bronz | Pandelela Rinong                  | 2012, London         | Műugrás      | Női toronyugrás              |
| Ezüst | Lee Chong Wei                     | 2016, Rio de Janeiro | Tollaslabda  | Férfi egyes                  |
| Ezüst | Goh V Shem Tan Wee Kiong          | 2016, Rio de Janeiro | Tollaslabda  | Férfi páros                  |
| Ezüst | Chan Peng Soon Goh Liu Ying       | 2016, Rio de Janeiro | Tollaslabda  | Vegyes páros                 |
| Ezüst | Cheong Jun Hoong Pandelela Rinong | 2016, Rio de Janeiro | Műugrás      | Női 10 méteres szinkronugrás |
| Bronz | Azizulhasni Awang                 | 2016, Rio de Janeiro | Kerékpározás | Férfi keirin                 |
| Ezüst | Azizulhasni Awang                 | 2020, Tokió          | Kerékpározás | Férfi keirin                 |
| Bronz | Aaron Chia Soh Wooi Yik           | 2020, Tokió          | Tollaslabda  | Férfi páros                  |
| Bronz | Aaron Chia Soh Wooi Yik           | 2024, Párizs         | Tollaslabda  | Férfi páros                  |
| Bronz | Lee Zii Jia                       | 2024, Párizs         | Tollaslabda  | Férfi egyes                  |

## Éremtáblázatok

### Érmek a nyári olimpiai játékokon
| Olimpia              | Arany          | Ezüst          | Bronz          | Összesen       |
| 1956, Melbourne      | 0              | 0              | 0              | 0              |
| 1960, Róma           | 0              | 0              | 0              | 0              |
| 1964, Tokió          | 0              | 0              | 0              | 0              |
| 1968, Mexikóváros    | 0              | 0              | 0              | 0              |
| 1972, München        | 0              | 0              | 0              | 0              |
| 1976, Montréal       | 0              | 0              | 0              | 0              |
| 1980, Moszkva        | nem vett részt | nem vett részt | nem vett részt | nem vett részt |
| 1984, Los Angeles    | 0              | 0              | 0              | 0              |
| 1988, Szöul          | 0              | 0              | 0              | 0              |
| 1992, Barcelona      | 0              | 0              | 1              | 1              |
| 1996, Atlanta        | 0              | 1              | 1              | 2              |
| 2000, Sydney         | 0              | 0              | 0              | 0              |
| 2004, Athén          | 0              | 0              | 0              | 0              |
| 2008, Peking         | 0              | 1              | 0              | 1              |
| 2012, London         | 0              | 1              | 1              | 2              |
| 2016, Rio de Janeiro | 0              | 4              | 1              | 5              |
| 2020, Tokió          | 0              | 1              | 1              | 2              |
| 2024, Párizs         | 0              | 0              | 2              | 2              |
| Összesen             | 0              | 8              | 7              | 15             |

## Érmek sportáganként

### Érmek a nyári olimpiai játékokon sportáganként
| Malajzia érmei a nyári olimpiai játékokon sportáganként | Malajzia érmei a nyári olimpiai játékokon sportáganként | Malajzia érmei a nyári olimpiai játékokon sportáganként | Malajzia érmei a nyári olimpiai játékokon sportáganként | Az olimpiai zászlaja |

| Sportág      | Arany | Ezüst | Bronz | Összesen |
| ------------ | ----- | ----- | ----- | -------- |
| Tollaslabda  | 0     | 6     | 5     | 11       |
| Kerékpározás | 0     | 1     | 1     | 2        |
| Műugrás      | 0     | 1     | 1     | 2        |
| Összesen     | 0     | 8     | 7     | 15       |